# كولغان تومان غلام حسن (قلعة قاضي)
کولغان تومان غلام حسن (بالفارسية: کولغان تومان غلام حسن) هي قرية تقع في إيران في قسم قلعة قاضي الريفي. يقدر عدد سكانها بـ 50 نسمة بحسب إحصاء 2016.